# 孔公恂
孔 公恂（こう こうじゅん、1413年 - 1471年）は、明代の官僚。字は宗文。本貫は兗州府曲阜県。孔子の五十八世の孫とされる。

## 生涯
1454年（景泰5年）、会試を受験する予定だったが、母の病のため受験しなかった。景泰帝がその理由を知ると、使者を派遣して孔公恂を召し出し、翰林院に命じて紙と筆を給与させた。母が死去したため、孔公恂は帰郷して喪に服した。
1455年（景泰6年）10月、衍聖公孔彦縉が死去すると、その嫡孫の孔弘緒は幼弱であったことから、景泰帝は礼部郎を派遣して喪を取り仕切らせ、孔公恂に孔家の家事を委ねた。1457年（天順元年）2月、孔公恂は礼科給事中に任じられた。1463年（天順7年）2月、大学士李賢は皇太子朱見深（後の成化帝）を輔導する人物として孔公恂と司馬恂を英宗に推挙した。その日のうちに孔公恂は詹事府少詹事に任じられ、皇太子に近侍して講読した。
1464年（天順8年）、成化帝（朱見深）が即位すると、孔公恂は大理寺左少卿に転じた。10月、孔公恂は法律に通じていないと自ら言上して、少詹事に復帰した。1466年（成化2年）、軍事について上奏し、武臣たちの反発を買い、給事中や御史たちに弾劾された。孔公恂は獄に下され、漢陽府知府に左遷された。着任しないうちに父が死去したため、辞職して喪に服した。1469年（成化5年）5月、南京少詹事として復帰した。1471年（成化7年）11月癸卯、死去した。享年は59。